# Tabernacolo delle Stinche

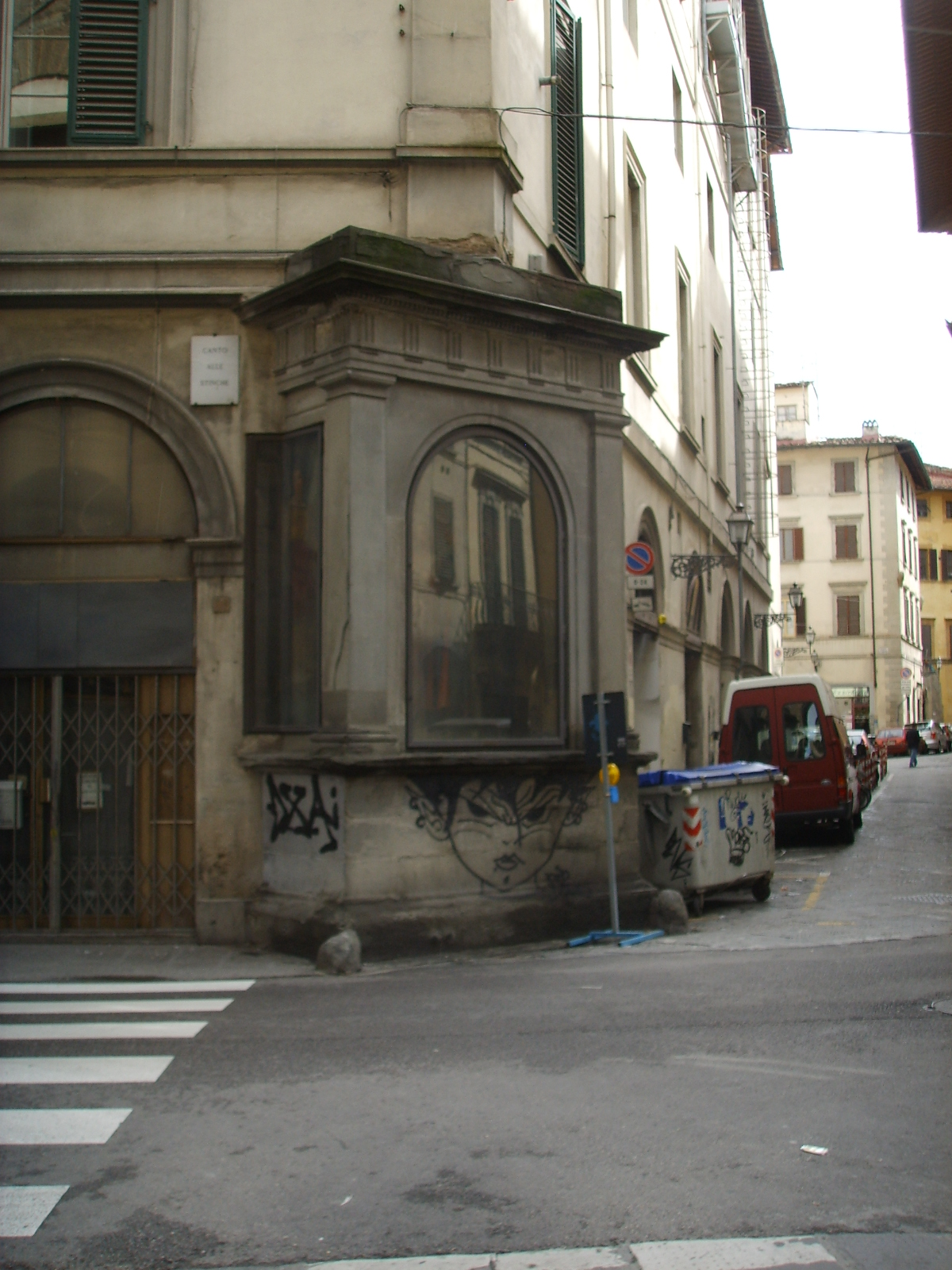
Tabernacolo delle Stinche

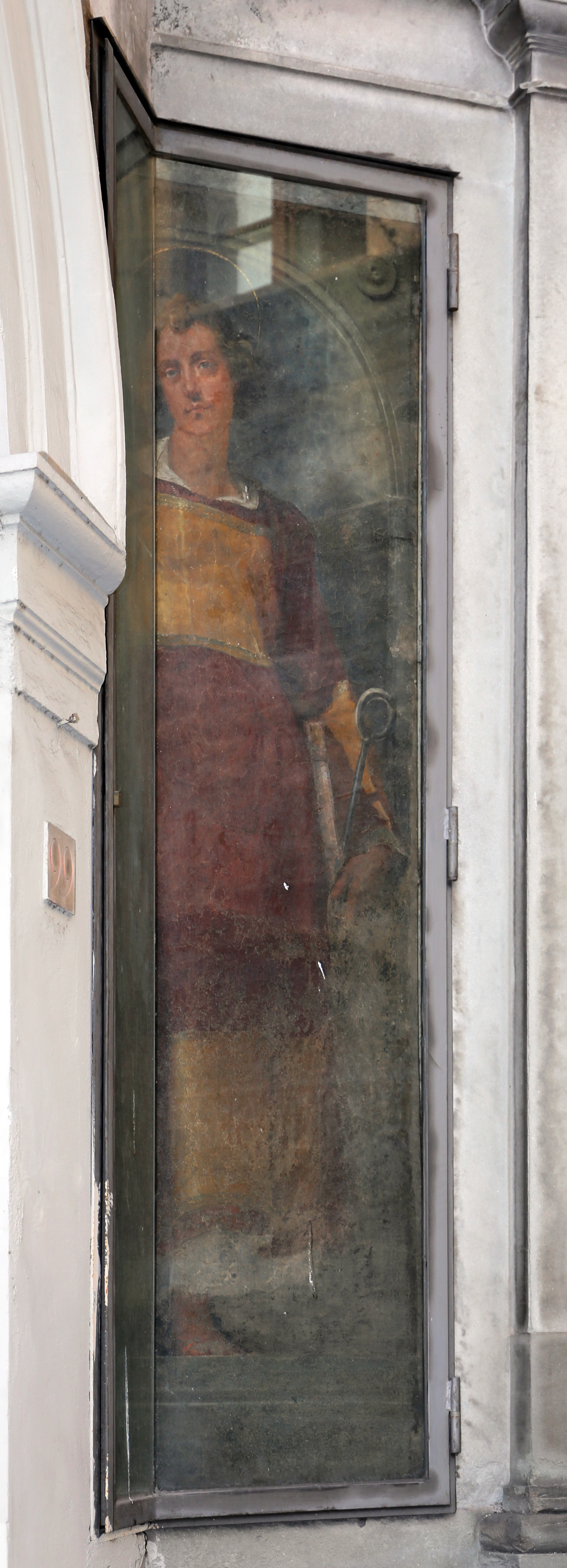
San Leonardo laterale

Il Tabernacolo delle Stinche è un'edicola di grandi dimensioni posto all'angolo tra via Ghibellina e via Isola delle Stinche a Firenze.

## Storia e descrizione
Faceva parte di quella serie di grandi tabernacoli posti lungo le vie dei malcontenti, quelle strade dove passavano cioè i carcerati e i condannati alla pena capitale, e che avevano il compito di rincuorare con le loro immagini sacre i peccatori e spingerli verso la redenzione.
Il tabernacolo delle Stinche ricorda infatti il Carcere delle Stinche che sorgeva sul sito dell'attuale Teatro Verdi. Fu dipinto dall'artista della corte granducale Giovanni da San Giovanni nel 1616 circa e raffigura il senatore Girolamo Novelli che, accompagnato da due personaggi (quello di destra è un autoritratto dell'artista) e alla presenza di Gesù Cristo, paga il riscatto per un carcerato, adempiendo quindi ad una delle sette opere di misericordia, come ricorda anche il cartiglio in latino sorretto da alcuni putti: «Quod uni minimis mei fecistis, mihi fecistis» ("Ogni volta che avete fatto queste cose a uno solo di questi miei fratelli più piccoli, l’avete fatto a me"). Era infatti compito dei cittadini assistere, con cibo e altri beni di necessità, i carcerati, che non erano mantenuti col denaro pubblico come oggi. Il dipinto è anche interessante perché ci mostra come doveva essere una cella dello scomparso carcere. Al lato si trova poi una rappresentazione di San Leonardo, talvolta scambiato per San Lorenzo.
Il tabernacolo, descritto ed elogiato da Filippo Baldinucci, venne risistemato nell'Ottocento dall'architetto Luigi Cambray-Digny. Fu di nuovo restaurato nel 1957 da Giuseppe Rosi, nel 1979 da Giuseppe Gavazzi, nel 1995 dalla ditta R.A.M. per le cure dell'Ente Cassa di Risparmio di Firenze e degli Amici dei Musei Fiorentini e quindi ricollocato.

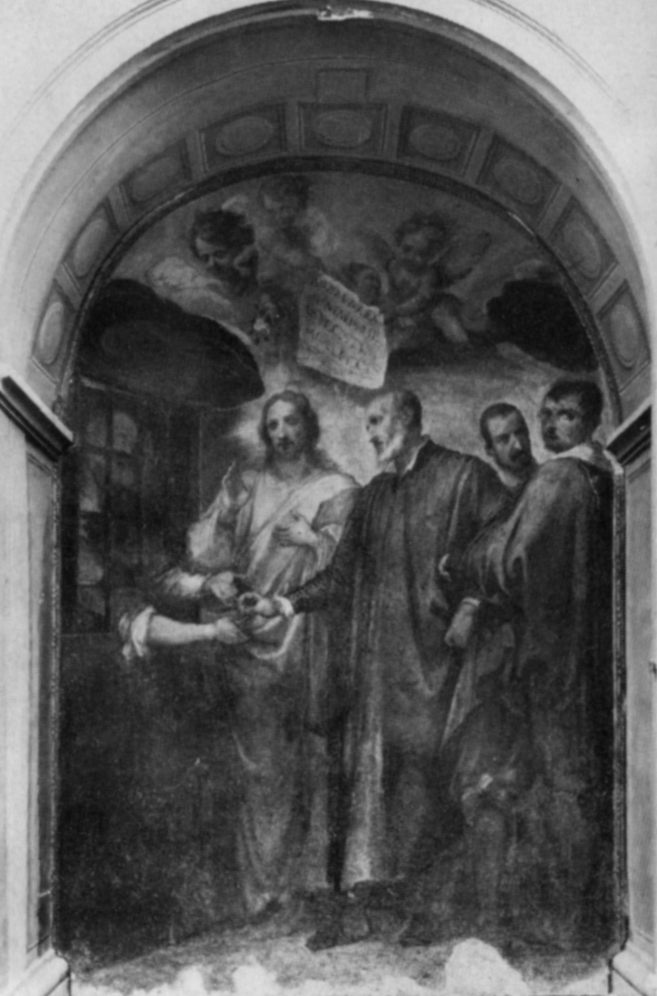
L'affresco
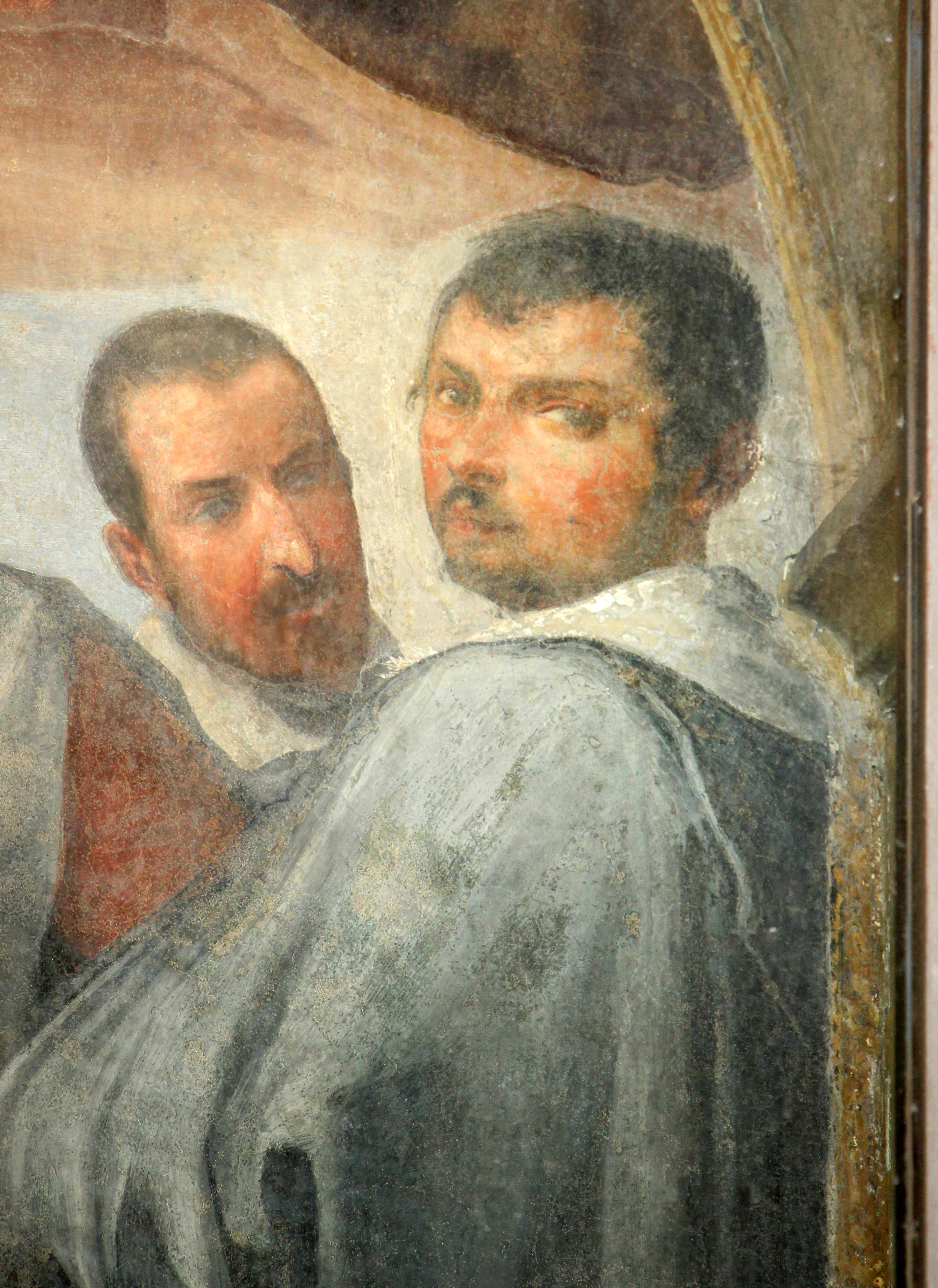
Autoritratto del pittore (a destra)